# República de Florida (grupo supremacista)
La República de Florida (Republic of Florida en inglés, acortado comúnmente como ROF) es un grupo supremacista blanco estadounidense, cuyo principal objetivo es la creación de un etnoestado blanco en el territorio de Florida. El grupo con base en Tallahassee toma prestados varios conceptos paramilitares del movimiento de milicias y varios conceptos ideológicos de la derecha alternativa.

## Historia

### Fundación
La República de Florida es fundado en 2014, como pequeño grupo de supremacista con sede en Tallahassee, Florida que toma inspiración del movimiento de milicias extremistas antigubernamentales, incluyendo en su organización estructuras de rango, entrenamiento con armas de fuego, creación uniformes e incluso contando con un vehículo pintado de camuflaje. Su líder y creador Jordan Jereb se describen como una “organización blanca de derechos civiles que lucha por la política identitaria blanca”. En su sitio web, el ROF afirma que no odia a las minorías "considerando que nosotros mismos somos minorías" y dice que el grupo no odia a las personas que no son blancas, aunque sus miembros quieren retirarse a "áreas urbanas mayoritariamente blancas para crear comunas". Desde su creación, el grupo ha luchado para ganar seguidores y tracción fuera de su membresía del área de Tallahassee, pero también tiene un pequeño número de seguidores en el sur de Florida, incluido el miembro de la Liga del Sur y el Partido tradicionalista de los Estados Unidos, llegando a participar de manera conjunta en mítines.

### 2016-2017
Jordan Jereb fue arrestado en 2016 por amenazar a un miembro del personal de la oficina del gobernador de Florida, Rick Scott. En un video que subió a Youtube de junio de 2017, Jereb afirma que el grupo está patrullando las calles para “combatir una ola criminal de inmigración ilegal y cultura de pandillas”.

## Relación con Nikolas Cruz
Nikolas Cruz, autor del tiroteo en la escuela secundaria Marjory Stoneman Douglas que dejó como saldo 17 personas muertas en Parkland, Florida, algunos medios e incluso Cruz mencionó haber formado parte del grupo. Incluso Jereb le dijo a la Liga Anti-Difamación en un principio y a muchos otros medios de comunicación que Cruz fue “criado” por otro miembro y agregó que Cruz fue a los simulacros paramilitares compartiendo vehículos con otros miembros de la República de Florida en el sur de Florida.
Meses antes del ataque compañeros de clase se habían referido anteriormente a Cruz como un "racista" y un "psicópata". Los mensajes en las redes sociales de Cruz lo mostraban bromeando acerca de disparar contra personas con su rifle Smith & Wesson M&P15, y Cruz prometió retribución contra los oficiales de policía y las organizaciones antifascistas.
Jordan Jereb, líder del grupo del ROF, dijo a Associated Press que Cruz “actuó en su propio nombre”. Sin embargo, dijo que Cruz participó en los ejercicios paramilitares de su grupo en Tallahassee. “Hubo un malentendido legítimo porque tenemos múltiples personas llamadas Nicholas en ROF”, dijo un usuario con el nombre de Jereb. “Y obtuve un montón de información contradictoria y no he dormido durante 2 días”.
El teniente Grady Jordan de la Oficina del Sheriff del Condado de Leon en Tallahassee también dijo que los investigadores no han encontrado “vínculos conocidos” entre Cruz y Republic of Florida, un grupo al que su oficina rastrea.